# Leopold Karl von Kollonitsch
Leopold Karl von Kollonitsch (en hongrois Kollonich Lipót), né le 26 octobre 1631 à Komárom en Hongrie et mort le 20 janvier 1707 à Vienne, est un cardinal hongrois-autrichien du XVIIe siècle et du début du XVIIIe siècle. Il est l'oncle du cardinal Sigismund von Kollonitsch (1727).

## Biographie
Kollonitsch est chevalier de l'ordre de Malte. Il est élu évêque de Nitra (de) en 1668, transféré à Wiener Neustadt en 1670 et à Györ en 1686. Il est promu archevêque de Kalocsa-Bács en 1690 et archevêque d'Esztergom en 1695. Kollonitsch est aussi ministre d'État.
Le pape Innocent XI le crée cardinal le 2 septembre 1686. Le cardinal Kollontsch participe au conclave de 1689, lors duquel Alexandre VIII est élu, et à celui de 1691 (élection d'Innocent XII), mais ne participe pas au conclave de 1700 (élection de Clément XI).

## Succession apostolique
Leopold Karl von Kollonitsch a ordonné les évêques suivants :
- Évêque Blažej Jáklin (hu) (1689)
- Évêque Stephanus Kadà (hu) (1690)
- Évêque Giovanni Felice Bernabei, O.F.M.Conv. (1690)
- Cardinal Johann Philipp von Lamberg (1690)
- Évêque Franz Anton von Losenstein (de) (1691)
- Évêque Francesco Giani (it) (1691)
- Évêque Miklós Antal Esterházy (it) (1693)
- Évêque Stjepan Seliščević (hr) (1695)
- Évêque Antal Ferenc von Buchheim (1695)
- Évêque Ladislav Maťašovský (hu) (1696)
- Cardinal Christian-Auguste de Saxe-Zeitz (1696)
- Évêque Franz Ferdinand von Rummel (de) (1696)
- Évêque Francesco Giani (it) (1697)
- Évêque Athanasie Anghel Popa (1701)
- Évêque István Dolny (hu) (1703)